# Kalima
Kalima fue una revista femenina mensual y revista de noticias publicada en Marruecos entre 1986 y 1989. La revista fue una publicación feminista y la primera revista femenina del país.

## Historia y perfil
Kalima se fundó en 1986. La fundadora fue una organización de mujeres radicales, la Union de l'Action Feminine. La editora fue Nourreddine Ayouch.
El objetivo de la revista era enfatizar que "los roles de género, la sexualidad e incluso la división del trabajo no fueron prescritos divinamente ni ordenados por la naturaleza, sino que tuvieron un origen histórico". Adoptó una postura feminista progresista al abordar los aspectos sociales, económicos, políticos y culturales de la vida de las mujeres. También abordó cuestiones críticas en Marruecos, incluidos los niños abandonados en el país. Fue la primera revista marroquí que contenía artículos sobre temas tabú como el aborto, la prostitución infantil, las madres solteras, las drogas y la sexualidad. Además, Kalima incluyó páginas sobre noticias y cine.
La fundadora y única editora jefa de la revista fue Hind Taarji. Fátima Mernissi estuvo entre las colaboradoras de Kalima.
Las autoridades marroquíes confiscaron el número de marzo de 1989 de la revista que contenía artículos sobre la prostitución masculina y la falta de prensa libre en Marruecos. Estas publicaciones provocaron el cierre de la revista el 25 de abril de 1989.